# Yahima Torres
Yahima Torres (n. 14 de junio de 1980; La Habana) es una actriz de cine cubana, mayormente recordada por su actuación de Sara Baartman en la película francesa de 2009 Vénus noire, dirigida por Abdellatif Kechiche, la cual se presentó en el Festival de cine de Venecia.

## Biografía
Llegó a Francia en el año 2003, invitada por amigos cubanos y franceses con el fin de impartir clases de español. Un día, mientras caminaba cerca de su hogar en Belleville, se le acercó un ayudante del director Abdellatif Kechiche, quien la invitó a formar parte de la historia de Saartjie Bartmaan en una película titulada Vénus noire, proposición que no fue aceptada de inmediato por ella. Tiempo después ambos se reencontraron, y dado que aún no habían encontrado a alguien para interpretar el papel, Torres accedió a participar en la película. Para interpretar al personaje subió 13 kilos (28.6 libras), tomó cursos de afrikáans, canto, danza y violín, además tomó cursos de respiración con el fin de dotar a Sara de una voz más grave y para saber manejar las escenas de bailes extenuantes y afeitó su cabeza. En la cinta, Saartjie "Sara" Baartman es una esclava africana de la tribu de los Hotentotes, originaria de África del sur cerca del Río Gamtoos, quién es llevada a Londres y París para ser exhibida por su amo, Hendrick Caezar, como un fenómeno de circo bajo el nombre artístico de Vénus Hotentote. Torres fue nominada a un premio César a la Mejor Actriz Revelación en 2011.